# Llengua de signes valenciana
La llengua de signes valenciana (sigles: LSCV o LSPV) és una llengua signada utilitzada per més de 15.000 persones al País Valencià, la gran majoria com a persones sordes. Segons alguns lingüistes, la LSCV i la llengua de signes espanyola (LSE) són dues variants d'una mateixa llengua, mentre que altres ho defineixen com a dialectes amb un important grau de variació i, per tant, tenen entitat com per a tenir gramàtiques diferents, com passa amb la llengua de signes catalana.
La semblança lèxica entre la LSCV i la LSE es troba al voltant del 70% del vocabulari, entre la LSCV i la LSC es troba prop del 65%, mentre que entre la LSC i la LSE el percentatge és del 70%. Per tant, lingüísticament es consideraria que totes tres es troben en una frontera en què, per una banda, poden ser dialectes d'un estàndard inexistent o bé, per altra banda, poden ser diferents llengües que pertanyen a una mateixa família, segons l'únic estudi dialectològic publicat fins a la data sobre variants de llengües de signes a Espanya, realitzat pel lingüista Stephen Parkhurst i editat per Promotora Española de Lingüística.
Les entitats de persones sordes del País Valencià, com per exemple FESORD, en canvi, fins ara no s'han posicionat formalment sobre aquesta qüestió, però sovint el definixen com a "Llengua de Signes en la Comunitat Valenciana", tal com s'esmenta als seus materials didàctics. De fet, FESORD disposa d'un "Centre Referent de Llengua de Signes de la Comunitat Valenciana" (CR-LSCV) des d'on treballa com a autoritat normativa de facto de la llengua de signes valenciana. A més a més, per aquest objectiu, ha establert convenis amb l'Acadèmia Valenciana de la Llengua, amb RTVV i amb les Corts Valencianes. El primer diccionari sobre LSCV, i únic fins a la data, s'inclou en el Curso de lenguaje mímico valenciano publicat el 1982.
A més a més, el País Valencià és la primera Comunitat Autònoma de l'Estat espanyol en donar suport a la llengua de signes al seu Estatut d'Autonomia (2006), de manera que a l'Article 16 hi diu: "La Generalitat garantirà l'ús de la llengua de signes pròpia de les persones sordes, que haurà de ser objecte d'ensenyament, protecció i respecte.". En el mateix sentit, ací també s'observa que no s'especifica quina LS es refereix. No obstant això, a l'aprovació d'una Llei autonòmica del Sector Audiovisual s'hi esmenta específicament la LSE com un dels recursos per a superar les barreres de comunicació per a les persones amb sordesa.
Es desconeix la seua evolució lingüística anterior, però l'origen remot més conegut es troba a les escoles de sords fundats en València a les acaballes del segle xix. Les influències d'altres llengües de signes és gairebé irrellevant, destacant-se principalment alguna influència lèxica de la LSE a la ciutat d'Alacant, si bé no hi ha prou estudis al respecte. Per altra banda, hui dia, la utilització de la LSCV es limita al pla de les comunicacions informals, dels tràmits administratius, i una reduïda presència puntual als mitjans de comunicació, principalment en esdeveniments públics o institucionals. Encara no s'ha introduït en àmbits on segueix absent, com ara l'ensenyament, si bé existixen diversos centres acadèmics gestionats per FESORDS on s'impartixen cursos d'aquesta llengua.